# Mandrake
Mandrake, o mágico, é uma personagem de banda desenhada criada  em 1934 por Lee Falk (também autor do Fantasma). Falk encarregou o desenhista Phil Davis do desenho de suas histórias.
Mandrake é um ilusionista que se vale de uma impossível técnica de hipnose instantânea, aplicada com os olhos e gestos das mãos, e de poderes telepatas. Quando o narrador informava que ele executava seu gesto hipnótico, a arma do vilão se transformava em um buquê de rosas ou numa pomba.
A personagem foi baseada em Leon Mandrake, um mágico que fazia performances no teatro pelos anos 20 usando uma cartola, capa de seda escarlate e um fino bigode. O desenhista Davis conheceu Leon, relacionando-se com ele por muitos anos.
Mandrake apareceu pela primeira vez no Brasil na revista Suplemento Juvenil número 101, de 10 de agosto de 1935, edição de sábado - três estrelas, com a história (título em português) "Sorcin, o sábio louco". A estreia foi antecedida de massiva publicidade nas revistas anteriores.
Mandrake também tem outros significados, variando da região. Em algumas partes do Brasil, principalmente em São Paulo, o termo é utilizado para se referir a pessoas consideradas "descoladas" e "estilosas".

## Características
Ambientada nos anos trinta, a história nos mostra Mandrake elegantemente vestido em finos ternos, usando cartola, luvas e uma capa forrada em vermelho. Morando em Xanadú, propriedade fantástica  no alto de uma colina, combate os criminosos usando a hipnose como arma. Sua noiva, a princesa  Narda de Cockaigne, fictício reino na Europa oriental, e seu companheiro inseparável, Lothar, gigante príncipe africano que abandonou sua tribo para acompanhar o mágico e surrar os bandidos com sua força, eram os personagens mais constantes nas histórias. Lothar provavelmente foi a primeira personagem negra nas histórias em quadrinhos, mesmo que de uma forma caricata, usando roupas de pele e um chapéu típico turco.

## Revistas em quadrinhos

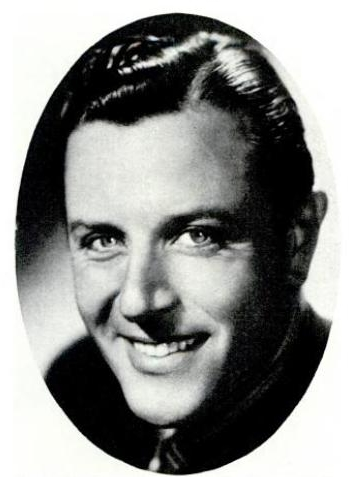
Warren Hull, ator que personificou o Mandrake em um seriado.

Mandrake foi muitas vezes reimpresso em revistas em quadrinhos (comic book). A Dell Comics publicou uma história inédita em uma edição da revista Four Color. Em 1995, a Marvel Comics publicou uma minisérie, escrita por Mike W. Barr e ilustrada por  Rob Ortaleza. Forma publicadas apenas duas das três edições planejadas.
Mandrake é destaque juntamente com o Fantasma em The Phantom Annual # 2, roteiro de Mike Bullock e Kevin Grevioux e desenhos do brasileiro Samicler Gonçalves publicado pela Moonstone Books.
Em 2013,  a Dynamite Entertainment lançou uma minissérie de crossover em cinco edições chamada King's Watch (onde, assim como na série animada como em Defenders of the Earth, Fantasma se une com Mandrake e Flash Gordon.
Em 2015, publicou  outra minissérie como parte da série King, em comemoração ao centenário do syndicate. Esta série foi escrita por Roger Langridge e ilustrada por Jeremy Treece.
Em maio de 2016, os heróis da King Features são reunidos novamente em Kings Quest, escrito por Ben Acker e Heath Corson e ilustrado por Dan McDaid.
Em julho de 2020, o King Features Syndicate, Red 5 Comics e StoneBot Studios anunciaram a série Legacy of Mandrake the Magician, escrita por Erica Schultz e desenhada por Diego Giribaldi, Juan Pablo Massa e Moncho Bunge. A série conta a história da adolescente aprendiz de magia Mandragora Constanza Terrado Paz, mais conhecida simplesmente como "Mandy" Paz. A mãe de Mandy é adivinha e eles moram em um prédio de propriedade de Mandrake, que a mãe de Mandy conhece pessoalmente. O melhor amigo de Mandy é LJ, o filho adolescente de Lothar. Enquanto investiga o depósito de Mandrake, Mandy descobre um espelho mágico contendo o espírito de um mago chamado Alruin, que então começa o treinamento da garota em magia.
Em 2024, Mad Cave Studios publicou uma nova revista de Flash Gordon, uma edição encadernada da revista dos Defensores da Terra publicada pela Marvel e lançou uma nova revista da equipe.

## Adaptações
Filmes
- Em 1939, a Columbia Pictures, inspirada no sucesso dos quadrinhos, resolveu fazer o seriado Mandrake the Magician, sob direção de Norman Deming e Sam Nelson e estrelado por Warren Hull. O seriado teve 12 capítulos.[17]

- Em 1967, foi lançado um filme turco não-oficial  Mandrake Killing'e karsi, onde Madrake encontra Kiling, personagem de fotonovelas italianas.[18]

Televisão
- Em 1972, apareceu no longa-metragem de animação Popeye Meets the Man Who Hated Laughter, exibido como parte do The ABC Saturday Superstar Movie, ao lado de Popeye e outros personagens de tiras distrbuídas pela  King Features: Katzenjammer Kids, Flash Gordon, Barney Google e Snuffy Smith, Blondie, Recruta Zero, O Fantasma, Príncipe Valente, Little Iodine, Little King, Hi and Lois, Henry, Steve Canyon, Tiger e Tim Tyler's Luck.

- Em 1979, a NBC exibiu um longa-metragem, estrelado por Anthony Herrera.[19]
- Em 1986, o desenho animado Defenders of the Earth mostrou Fantasma em ação com seus colegas do King Features Syndicate, Flash Gordon e O Fantasma.[20] Em 1994, a Hearst Corporation apresentou uma série de futurista do Fantasma em desenho animado, Phantom 2040, Mandrake aparece no episódio The Magician.

Big Little Books
Entre 1935 e 1941, o herói teve quatro livros da coleção Big Little Books.
Radio
Entre 1940 e 1942, Mandrake teve um programa de rádio transmitido pela Mutual Broadcasting System.